# ويندي أكوستا
ويندي أكوستا (بالإسبانية: Wendy Acosta)‏ (19 ديسمبر 1989 في كوستاريكا - ) هي لاعبة كرة قدم كوستاريكية في مركز الوسط، شاركت في دورة الألعاب الأمريكية 2015. وشاركت مع منتخب كوستاريكا الوطني لكرة القدم للنساء. أما مع النوادي، فقد لعبت مع UD Granadilla Tenerife Sur ‏.

## وصلات خارجية
- ويندي أكوستا على موقع الاتحاد الدولي (مؤرشف)  (الإنجليزية)
- ويندي أكوستا على موقع الاتحاد الأوربي (الإنجليزية)
- ويندي أكوستا على موقع قاعدة بيانات كرة القدم.إي يو (الإنجليزية)
- ويندي أكوستا على موقع Soccerway.com (الإنجليزية)